# داوود توکلی
داود توکلی (زاده ۱۳۴۶ در کازرون) ناظر ارشد مسابقات هندبال المپیک لندن، رئیس کمیته داوران کنفدراسیون هندبال آسیا، عضو کمیته داوران فدراسیون بین المللی هندبال و عضو هیئت رییسه فدراسیون هندبال آسیا است. وی تنها ایرانی حاضر با رتبه عالی در فدراسیون بین المللی هندبال است.
داود توکلی ۱۵ سال به عنوان تنها داور خارجی مقیم آلمان در تاریخ ۱۰۰ ساله هندبال این کشور، مسابقه‌های بوندسلیگا را قضاوت کرد. او در سال ۲۰۰۷ در مجمع عمومی فدراسیون بین‌المللی هندبال که در اسپانیا برگزار شد، نقش مهمی در حمایت از حضور زنان مسلمان دنیا در مجامع بین المللی هندبال و اضافه شدن ماده‌ای به قانون شماره ۴ رشته ورزشی هندبال مبنی بر استفاده بانوان از حجاب در مسابقات مختلف داشت. در این ماده آمده است: بانوان هندبالیست می توانند از روسری به عنوان حجاب و شلوار بلند و پیراهن آستین دار در مسابقات هندبال استفاده کنند.
توکلی که به ۵ زبان زنده دنیا تکلم و تدریس می‌کند در طول دوران مسئولیتهای خود در فدراسیونهای بین المللی و آسیایی هندبال علاوه بر حضور به عنوان ناظر ارشد، ناظر فنی و ناظر داوری در ۸۷ دوره مسابقات قهرمانی جهان و قهرمانی های قاره های مختلف، بیش از ۱۵۰ کوبل داوری جهان را در ۵ قاره جهان آموزش داده تا به سطح بین المللی رسیده و تا مسابقات معظم المپیک را قضاوت کرده اند.
داود توکلی همچنین قضاوت و نظارت مهمترین رویدادهای المپیک و قهرمانی جهان را به عنوان یکی از اعضا برجسته و تأثیرگذار کمیته داوران برعهده داشته که از جمله آنها دیدار رده بندی مردان مسابقات المپیک لندن ۲۰۱۲ بیم مجارستان و کرواسی و دیدار حساس رده بندی مسابقات هندبال قهرمانی مردان جهان ۲۰۱۵ در قطر میان اسپانیا و لهستان را با تصمیمات صحیح خود در تاریخ این مسابقات به یادگار گذاشت.
داود توکلی در کنار بزرگان داوری هندبال جهان مثل مانفرد پراوزه آلمانی و رامون گاله گو اسپانیایی به عنوان متخصص آموزشهای پیشرفته داوران جهان یاد می‌شود که با توجه به تسلط توکلی به کلیه سیستم های نرم افزاری مدرن که توسط شرکت سوئیسی دارت فیش برای فدراسیون بین المللی هندبال طراحی شده بود، مطالب و فیلمهای آموزشی بسیاری برای داوران و ناظرین فنی هندبال جهان ثبت، تهیه و به یادگار مانده است.